# آرمن ترزیان
آرمن ترزیان ( انگلیسی: Armen Terzian؛ ۱۹۱۵ – ۱ ژانویهٔ ۱۹۸۹) داور فوتبال آمریکایی ارمنی‌تبار اهل ایالات متحده آمریکا که از سال ۱۹۶۱ تا ۱۹۸۱ میلادی در لیگ ملی فوتبال (ان‌اف‌ال) به عنوان داور فعالیت می‌نمود. وی پیراهن شماره ۲۳ را به تن می‌نمود.

## زندگی‌نامه
وی در ۱۹۱۵ میلادی به دنیا آمد و از دانشگاه کالیفرنیای‌جنوبی فارغ‌التحصیل گشت.  وی در ۱ ژانویهٔ ۱۹۸۹ در سن ۷۴ سالگی در درگذشت.